# Heidolph
Компания Heidolph Instruments является производителем лабораторного оборудования, которое представлено более чем в 100 странах. Данное оборудование используется фармацевтическими, косметическими, биологическими, био-топливными и химическими лабораториями, а также университетами по всему миру.

## О компании

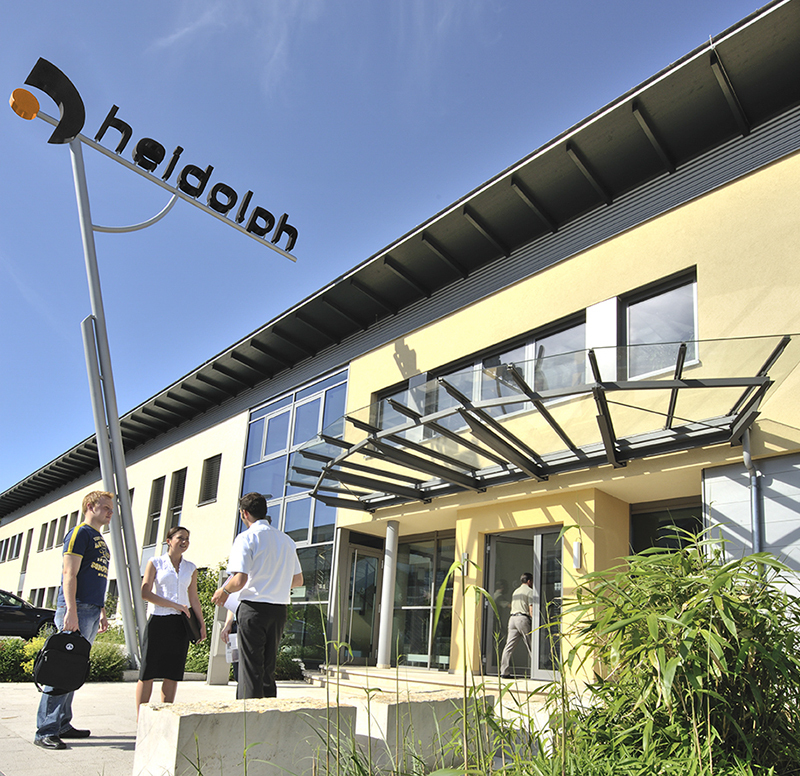
Швабах, Германия

Heidolph Instruments, основанная в 1938 году как завод по производству высокоточных двигателей, сегодня является производителем лабораторного оборудования, в том числе ротационных испарителей, шейкеров, верхнеприводных мешалок, перистальтических насосов и магнитных мешалок. Штаб-квартира компании находится в немецком городе Швабах, в непосредственной близости к Нюрбергу.
Heidolph North America является дочерней компанией Heidolph GmbH, первоначально основанной Heidolph Brinkmann LLC в 2008. Heidolph North America оказывает поддержку и сервис стерилизаторов и автоклавов Heidolph Tuttnauer, и оборудования для синтеза Heidolph Radleys, вместе с полной линейкой продуктов Heidolph. Центральный офис находится в пригороде Чикаго, в штате Иллинойс.

## Продуктовая линейка

### Ротационные испарители

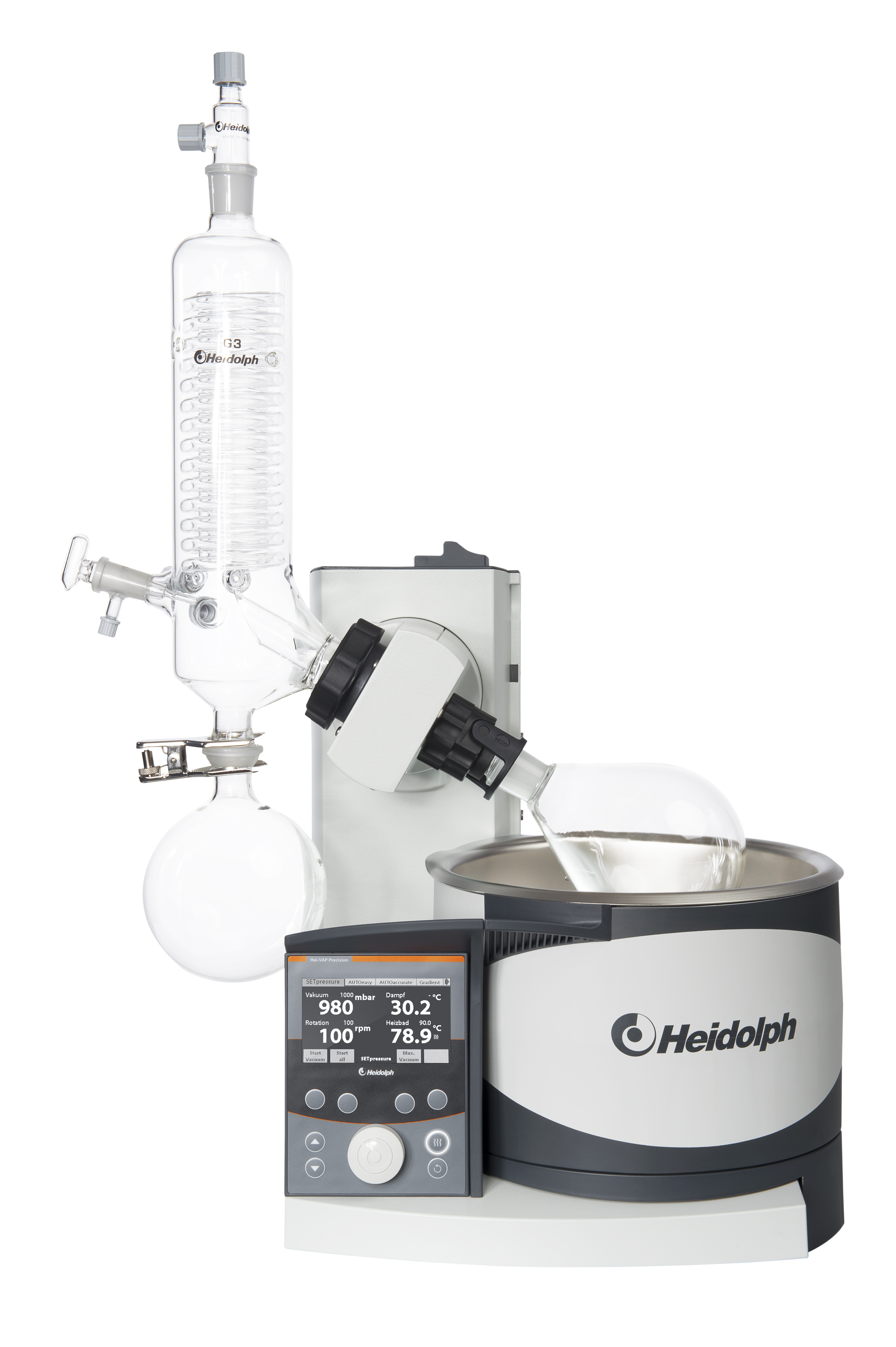
Hei-VAP Precision

Ротационные испарители Heidolph применяются при стандартной дистилляции, кристаллизации, концентрации продуктов, сушки порошков и для отделения одного или нескольких растворителей. В настоящее время использование ротационных испарителей набирает популярность, в том числе в лабораторных условиях. Широкий ассортимент доступных аксессуаров для ротационного испарителя включает вакуумные насосы, вакуум-контроллеры, датчики температуры и стекло. Для пилотных проектов и промышленного использования учёным часто бывают необходимы большие 20 литровые Ротационные Испарители. При дистилляции следует учитывать зависимость между давлением и температурой паров. Для успешной конденсации разница между температурой пара и температурой охлаждающей поверхности конденсатора должна быть не менее 20°C. При этом разница между температурой бани и температурой паров должна быть 20°С для достижения достаточной скорости дистилляции.

### Магнитные мешалки

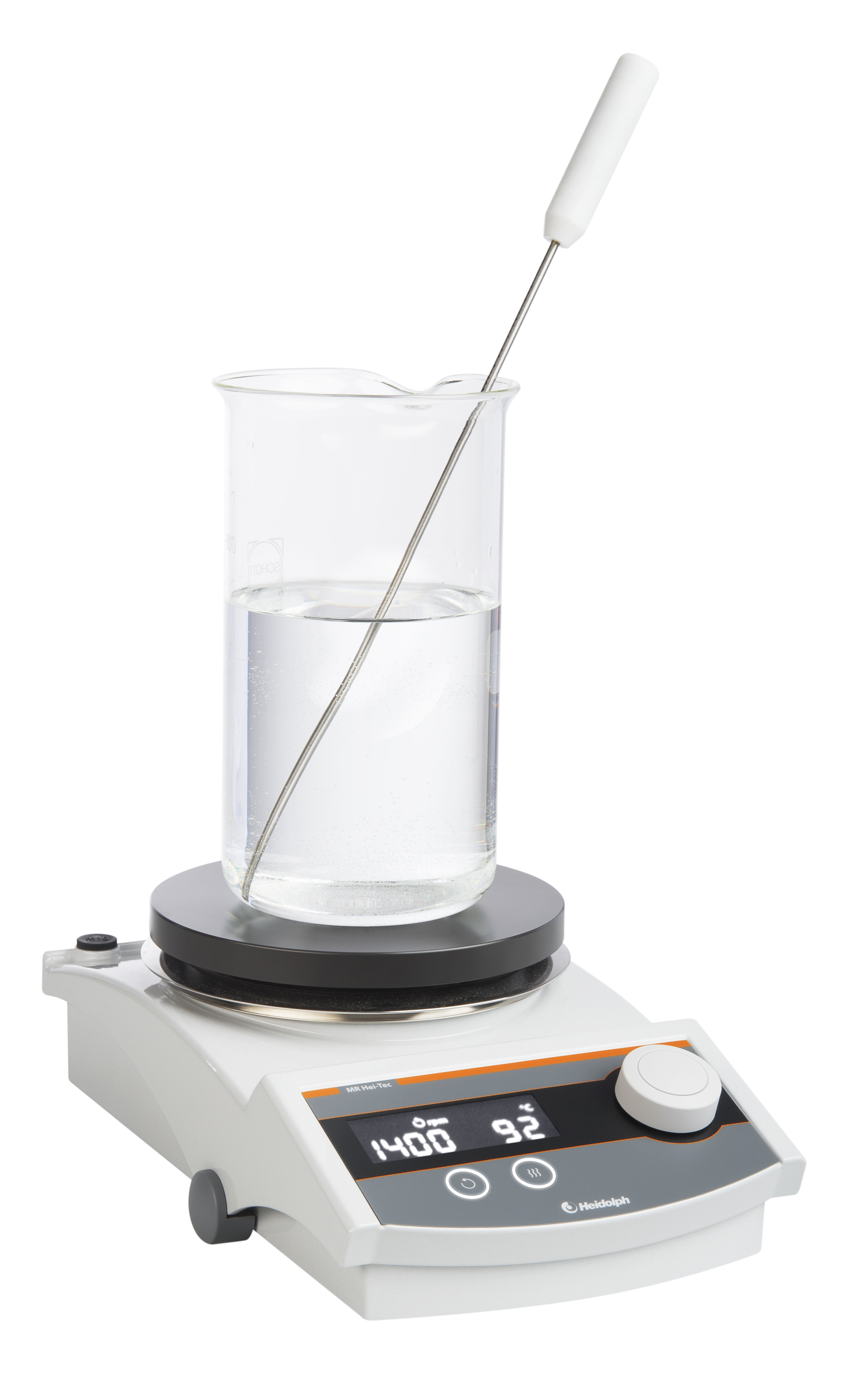
MR Hei-Tec with PT1000

Магнитные мешалки Heidolph используют для интенсивного перемешивания низковязких жидкостей. В зависимости от задачи мешалки позволяют перемешивать и одновременно нагревать реакционную смесь. Каждая лаборатория органического синтеза, так или иначе, использует магнитные мешалки. Модели MR Hei-Standart и MR Hei-End из линейки Heidolph позволяют точно задавать скорость перемешивания и температуру требуемые для синтеза.  

### Верхнеприводные мешалки

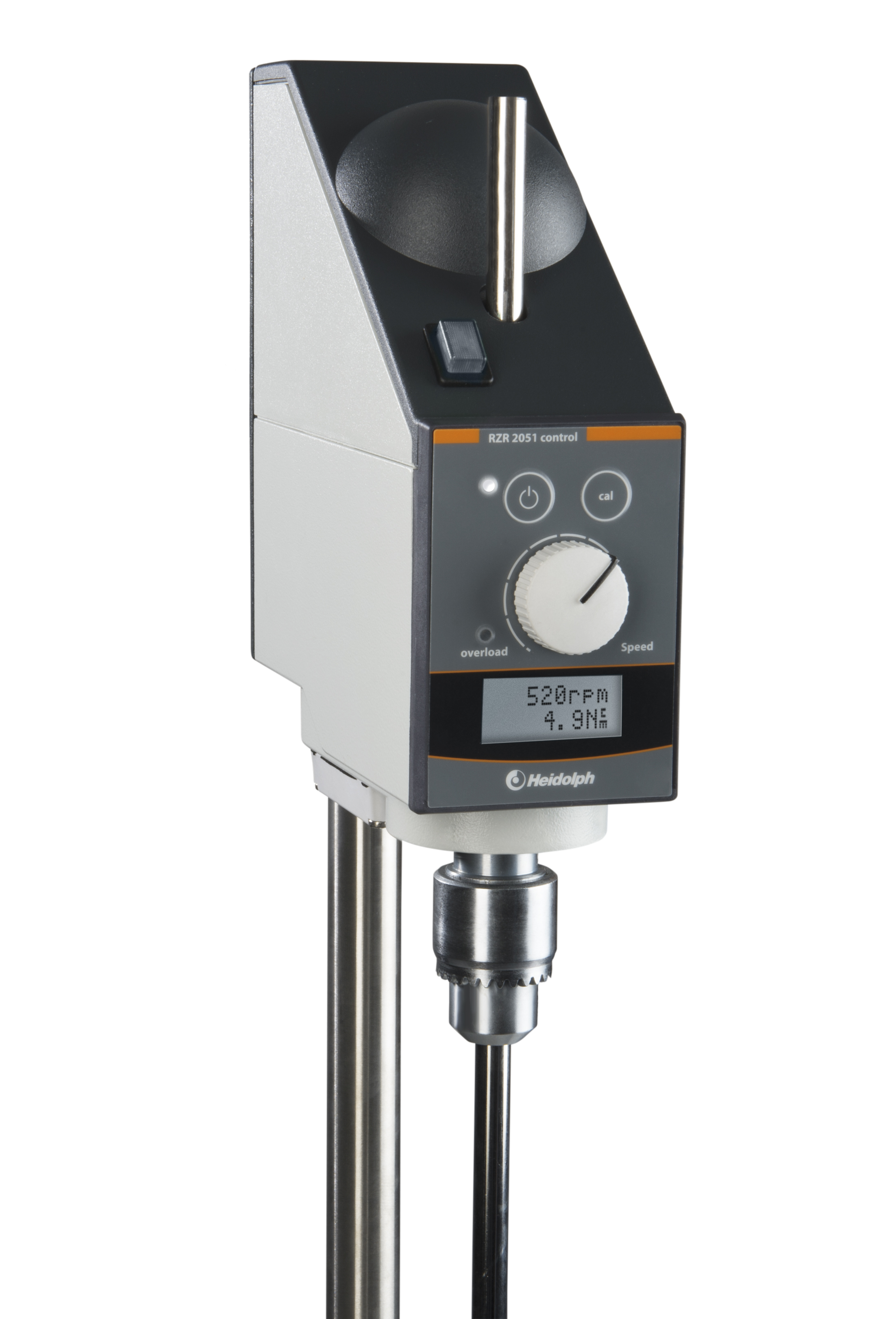
RZR 2051 control

Верхнеприводные мешалки или лабораторные мешалки, не путайте с магнитными мешалками, используются для стандартных задач перемешивания веществ с высоким показателем вязкости. Промышленные предприятия и научные организации используют их для решения самых разных задачах, от смешения краски и приготовления шампуней до производства высокотехнологичных полимерных образцов. Верхнеприводная мешалка для вашего процесса должна подбираться на основании объема перемешивания, максимальной вязкости раствора и крутящего момента прибора. 

### Шейкеры

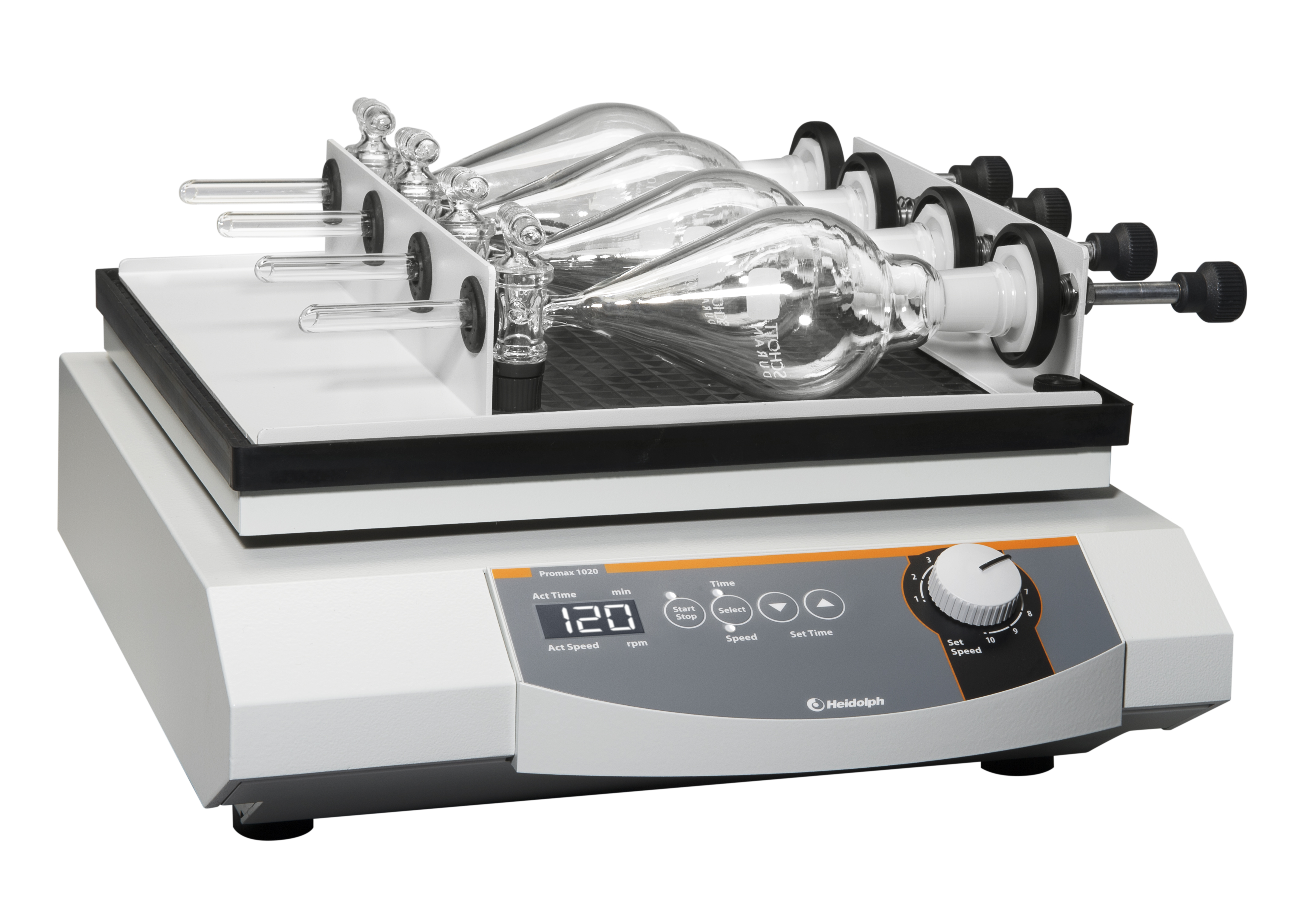
Promax 1020

Это оборудования используется для встряхивания и нагревания маленьких или больших емкостей в биологии, микробиологии, медицинской диагностике и биохимии. Существует 6 различных видов движений: возвратно-поступательное, вибрацию, орбитальное и волнообразное вращение, переворачивание и качание. Различные виды движений используют при подготовки образцов, культивации клеток, для разделение образцов. В зависимости от задачи и размера емкостей могут быть использованы различные аксессуары для шейкеров.   

### Вортексы

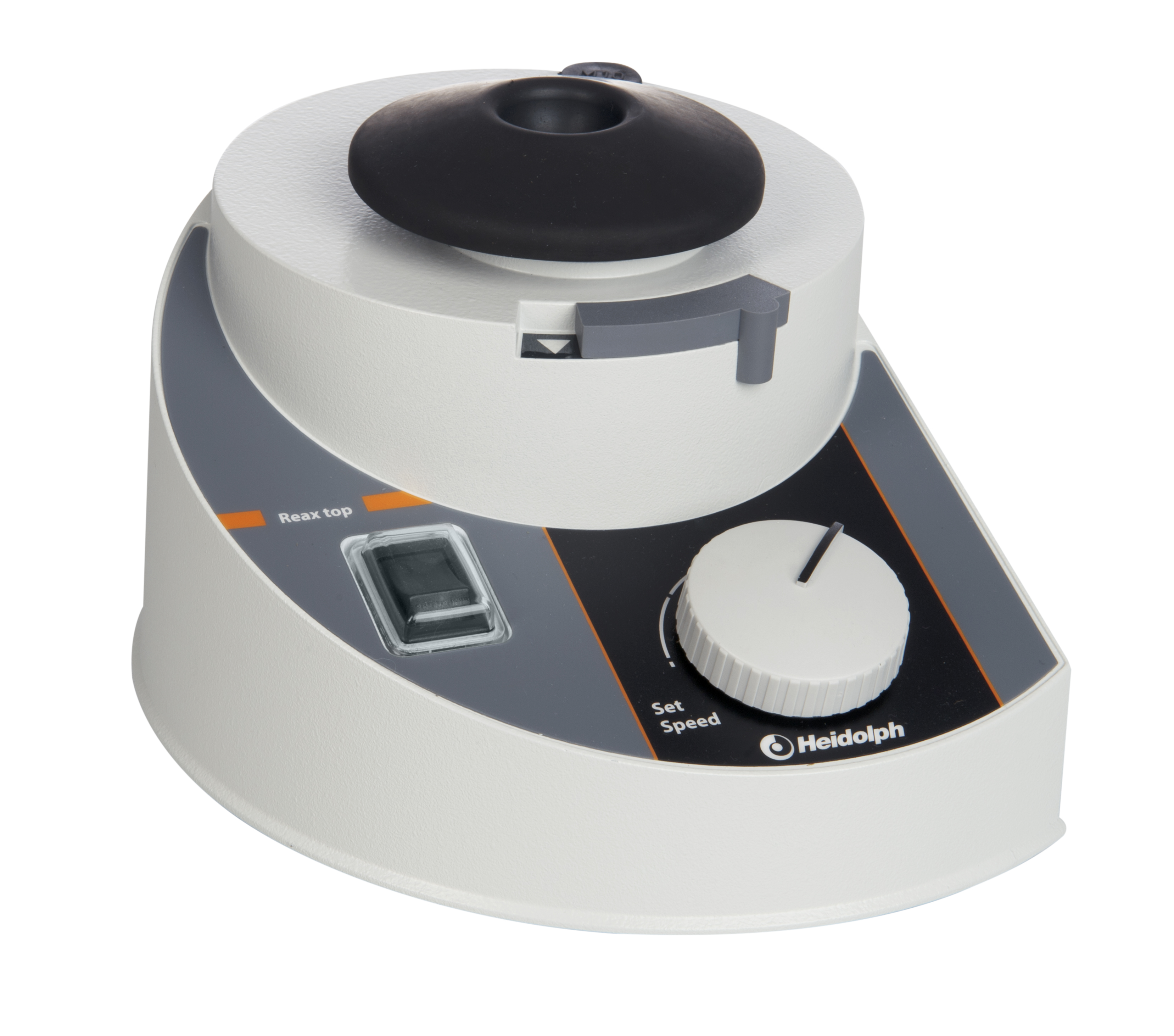
Reax Top Vortexer

Вортексы идеально подходят для перемешивания образцов в пробирках Эппендорфа, виалах и других сосудах различного диаметра при очень высоких скоростях. Высокоскоростное вибрационное орбитальное движение отлично решает задачи получения дисперсий и суспензий исходных компонентов. Модели Reax Top и Reax Control дают вибрацию с амплитудой 5 мм, что обеспечивает отличные результаты смешения даже высоковязких сред и твердых веществ. А уникальный шейкер Multi Reax позволяет работать сразу с 26 пробирками различного диаметра. 

### Перистальтические насосы

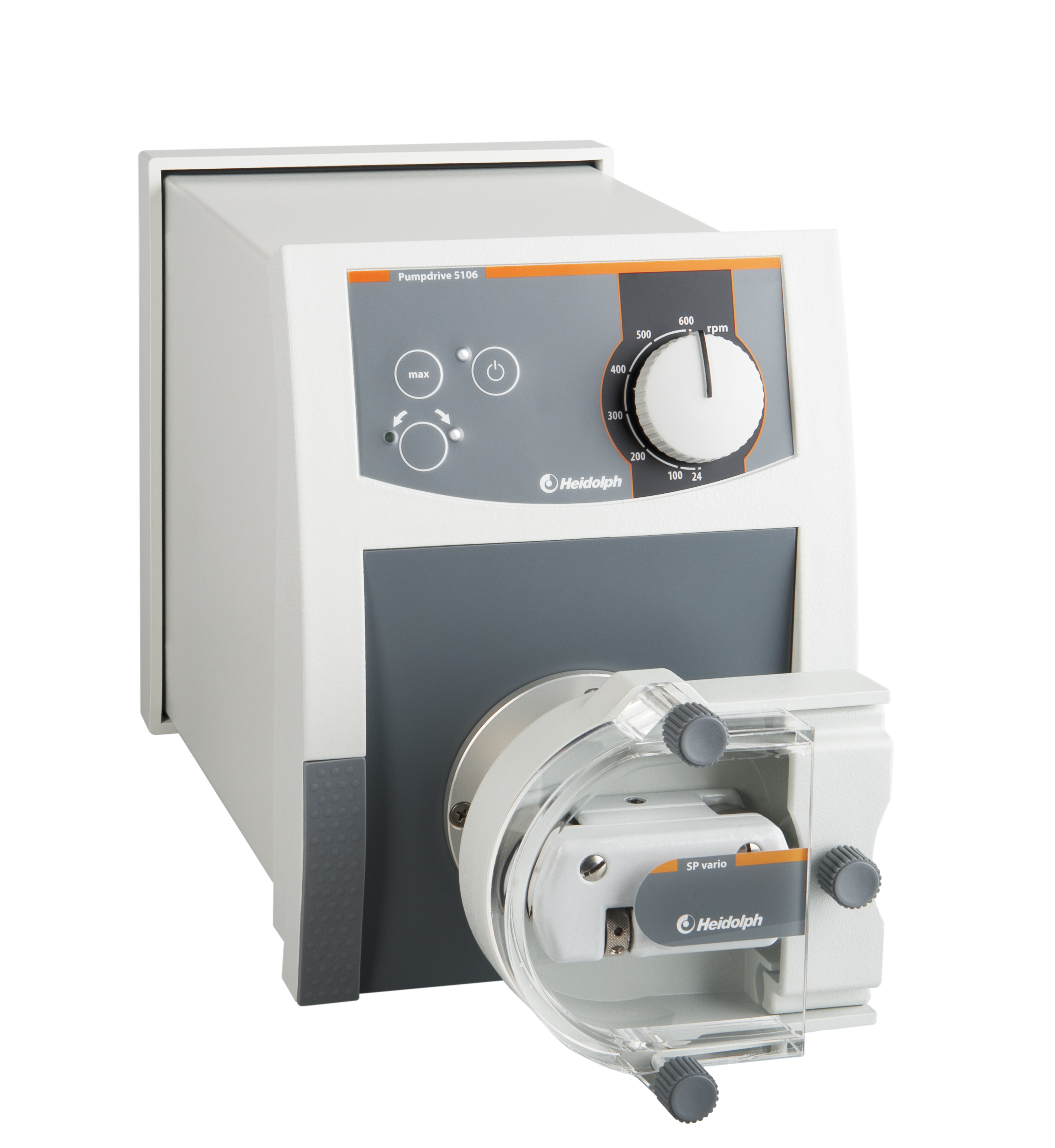
PD 5106

Перистальтические насосы идеально подходят для перекачивания и дозирования агрессивных, коррозионных или стерильных сред без каких либо потерь в точности. Различные материалы из которых изготавливаются шланги позволяют использовать насосы практически для любых жидкостей. Перистальтические насосы в основном используются в фармацевтике, биотехнологии и пищевой промышленности, а также в исследовательских лабораториях. 

## В фильмах
- Ротационные испарители Heidolph можно увидеть в последних фильмах, таких как комедия «Немножко женаты» 2012 года, а также в фантастическом фильме «Мстители» во время сцены в лаборатории на корабле.
- В 2009 году вышел фильм «Химера», в котором несколько раз было показано оборудование Heidolph, в том числе Испаритель Laborota можно увидеть в лаборатории, когда Сара Полли проводит исследования.
- В нашумевшем «Аватаре» Джеймса Кэмерона также не обошлись без техники Heidolph. Ротационный испаритель компании используется в одной из многочисленных лабораторий.
- Уилл Смит в фильме «Я легенда», проводил исследования с помощью ротационного испарителя, который стоял в лаборатории, находящейся в подвале его дома.

## Внешние ссылки
- http://www.labmanager.com/articles.asp?ID=775
- http://www.revamp.com/story.php?StoryID=1337
- http://blogs.bostonmagazine.com/chowder/2011/11/17/clios-fancy-rotovap/